# Telophorus
Telophorus es un género de aves paseriformes de la familia Malaconotidae. Sus miembros están ampliamente distribuidos por el África subsahariana.

## Especies
Actualmente se reconocen las siguientes cuatro especies:
- Telophorus viridis - bubú verde;
- Telophorus dohertyi - bubú de Doherty;
- Telophorus zeylonus - bubú silbón;
- Telophorus cruentus - bubú pechirrosado.

Anteriormente se incluían en este género seis especies más, que ahora se clasifican en el género Chlorophoneus, éstas eran:
- Telophorus bocagei - bubú de Bocage;
- Telophorus sulfureopectus - bubú azufrado;
- Telophorus olivaceus - bubú oliváceo;
- Telophorus multicolor - bubú multicolor;
- Telophorus nigrifrons - bubú frentinegro;
- Telophorus kupeensis - bubú del Kupé;